# Faust et Marguerite
Faust et Marguerite és una pel·lícula muda de la productora francesa Star Film de l'any 1897, del director pioner Georges Méliès, protagonitzada per la seva esposa Jehanne d'Alcy.

## Sinopsi
El doctor Faust i la seva dona Margaret conversen en una habitació quan de sobte el diable Mefistòfil apareix en forma humana. Mefistòfil ordena a Faust que mati Margaret recordant-li el pacte que havia fet amb ell fa temps: una vida de plaer absolut a canvi d'una vida.
Faust es veu obligat a agafar la seva espasa però, quan està a punt de tallar la gola a la noia, aquesta desapareix i el dimoni apareix al seu lloc i li proposa donar-li la noia viva. El metge encegat per la ira es precipita contra Mefistòfil qui, però, esdevé un esquelet sense vida; Faust s'acosta aleshores a Margaret, que però desapareix. Més tard també desapareix l'esquelet i finalment el mateix metge, Mefistòfil reapareix amb un jutge de pau i Margaret, disposats a celebrar les noces del dimoni i la noia.

## Producció
Georges Méliès va adaptar el mite de Faust en tres altres pel·lícules : La Damnation de Faust (1898), Faust aux enfers, (1903) i Damnation du docteur Faust (1904).